# De Rôtisserie
De Rôtisserie was een restaurant gevestigd in het voormalige klooster Mariënhof in Amersfoort, Nederland. Het restaurant kreeg een Michelinster toegekend voor 2001.
Chef-kok was Mandy de Jong.
Het bestaan van het restaurant kwam ten einde als gevolg van de verkoop van het voormalige klooster door Verzekeringsmaatschappij "Amersfoortse Verzekeringen" aan de "Van den Tweel Horeca Groep". De nieuwe eigenaar veranderde de koers van de "De Rôtisserie" naar een lager culinair niveau. In 2002 werd het restaurant gesloten.
Restaurant Mariënhof en De Rôtisserie alsmede patron-cuisinier Jon Sistermans waren in 2000 het centrale punt van een rel rondom de restaurantgids Lekker. "De Rotisserie" kreeg van "Lekker" bijtende kritiek en werd volgens slijtersvakblad.nl "tot de grond toe afgebroken". Volgens het Algemeen Dagblad stelde "Lekker" dat chef-kok De Jong "een pijnlijke voorkeur voor Allerhande-receptuur aan de dag legde". Enige maanden later kreeg het restaurant een ster van Michelin. Sistermans beschuldigde "Lekker" er van willens en wetens restaurants en horecapersoneel te beschadigen zonder zinvolle redenen. Hij startte daarop de campagne "Lekker Beest 2001" en riep op tot een advertentieboycot teneinde de gids van koers te laten veranderen. De gids gaf toe aan de bezwaren, benoemde een nieuwe hoofdredacteur (met horeca-achtergrond) en matigde zijn toon.